# Südafrikanische Cricket-Nationalmannschaft in Simbabwe in der Saison 1995/96
Die Tour der südafrikanischen Cricket-Nationalmannschaft nach Simbabwe in der Saison 1995/96 fand vom 13. bis zum 22. Oktober 1995 statt. Die internationale Cricket-Tour war Bestandteil der Internationalen Cricket-Saison 1995/96 und umfasste ein Test und zwei ODIs. Südafrika gewann die Test-Serie 1–0 und die ODI-Serie 2–0.

## Vorgeschichte
Für beide Mannschaften war es die erste Tour der Saison. Das letzte Aufeinandertreffen der beiden Mannschaften bei einer Tour fand in der Saison 1991/92 in Simbabwe statt.

## Stadien
Die folgenden Stadien wurden für die Tour als Austragungsort vorgesehen.
| Stadion            | Stadt  | Kapazität | Spiele               |
| ------------------ | ------ | --------- | -------------------- |
| Harare Sports Club | Harare | 10.000    | 1. Test; 1. & 2. ODI |

## Kaderlisten
Die folgenden Kader wurden von den Mannschaften benannt.
| Test | Test | ODI | ODI |
| Südafrika | Simbabwe | Südafrika | Simbabwe |
| --- | --- | --- | --- |
| - Hansie Cronje (K) - Daryll Cullinan - Allan Donald - Andrew Hudson - Gary Kirsten - Craig Matthews - Brian McMillan - Jonty Rhodes - David Richardson (wk) - Brett Schultz - Pat Symcox | - Andy Flower (K, wk) - Alistair Campbell - Mark Dekker - Grant Flower - Dave Houghton - Charlie Lock - Bryan Strang - Paul Strang - Heath Streak - Guy Whittall - Craig Wishart | - Hansie Cronje (K) - Nicky Boje - Allan Donald - Andrew Hudson - Gary Kirsten - Adrian Kuiper - Gerhardus Liebenberg - Craig Matthews - Brian McMillan - Jonty Rhodes - David Richardson (wk) - Rudi Steyn - Pat Symcox - Fanie de Villiers | - Andy Flower (K, wk) - David Brain - Eddo Brandes - Alistair Campbell - Craig Evans - Grant Flower - Dave Houghton - Henry Olonga - Bryan Strang - Paul Strang - Heath Streak - Andy Waller - Guy Whittall |

## Tour Matches
| 19. Oktober Scorecard | Harare | South Africans 354-6 (50)           | – | Zimbabwe Country Districts 203-9 (50) |
|                       |        | South Africans gewinnt mit 151 Runs |   |                                       |

## Tests

### Erster Test in Harare
| 13. – 16. Oktober Scorecard | Harare | Simbabwe 170 (65.1) & 283 (104) | – | Südafrika 346 (103) & 108-3 (38) |
|                             |        | Südafrika gewinnt mit 7 Wickets |   |                                  |

Simbabwe gewann den Münzwurf und entschied sich als Schlagmannschaft zu beginnen. Als Spieler des Spiels wurde Allan Donald ausgezeichnet.

## One-Day Internationals

### Erstes ODI in Harare
| 21. Oktober Scorecard | Harare | Südafrika 303-5 (50)           | – | Simbabwe 169-7 (50) |
|                       |        | Südafrika gewinnt mit 134 Runs |   |                     |

Simbabwe gewann den Münzwurf und entschied sich als Feldmannschaft zu beginnen. Als Spieler des Spiels wurde Brian McMillan ausgezeichnet.

### Zweites ODI in Harare
| 22. Oktober Scorecard | Harare | Südafrika 239 (49.2)           | – | Simbabwe 127 (42.5) |
|                       |        | Südafrika gewinnt mit 112 Runs |   |                     |

Südafrika gewann den Münzwurf und entschied sich als Schlagmannschaft zu beginnen. Als Spieler des Spiels wurde Heath Streak ausgezeichnet.